# Język uneme
Język uneme (inne nazwy: ileme, ineme, uleme)  – język edoidalny używany w miejscowych rejonach rządowych Akoko Edo, Etsako i Agbazko w Nigerii.